# Cakile edentula
Cakile edentula é uma espécie de planta com flor pertencente à família Brassicaceae. 
A autoridade científica da espécie é (Bigelow) Hook., tendo sido publicada em Flora Boreali-Americana 1(2): 59. 1830.

## Portugal
Trata-se de uma espécie presente no território português, nomeadamente os seguintes táxones infraespecíficos:
- Cakile edentula subsp. edentula - presente no Arquipélago dos Açores. Em termos de naturalidade é introduzida na região atrás referida. Não se encontra protegida por legislação portuguesa ou da Comunidade Europeia.